# Sous haute tension (roman)
Pour les articles homonymes, voir Sous haute tension (homonymie).
Sous haute tension (Live Wire) est un roman policier américain écrit par Harlan Coben et publié en 2011. Il s'agit du dixième dont Myron Bolitar est le héros.
Le roman est traduit en français en 2012.

## Résumé
Myron accepte de rendre service à Suzze T., une ancienne joueuse de tennis au passé sulfureux. Son mari, Lex Ryder, une star du rock dans les années 80, a disparu peu après qu'une personne a publié un commentaire sur la page Facebook de Suzze disant que leur enfant à naître n'était pas de lui. Myron retrouve vite Lex mais croise Kitty, sa belle-sœur qu'il n'avait pas vue depuis sa dispute avec son frère.
Myron va alors partir à sa recherche et découvrir comment le passé de son frère est lié à la légende de Gabriel Wire, le chanteur du groupe de Lex Ryder.

## Personnages
- Myron Bolitar : agent sportif et fondateur de MB Sports, devenue MB Reps depuis qu'ils ont commencé à travailler avec les acteurs de cinéma, c'est un ancien basketteur de haut niveau. Il a dû mettre un terme à sa carrière à la suite d'une blessure au genou. Ancien agent du FBI, il est spécialiste des arts martiaux.

- Windsor Horne Lockwood : 3e du nom surnommé « Win » : ami depuis l'université avec Myron. Ils font équipe pour les enquêtes. Féru d'arts martiaux, au tempérament glacial, il aime la justice et peut se montrer violent envers ceux qui ne la respectent pas.

- Esperanza Diaz : ancienne catcheuse professionnelle sous le nom de « Petite Pocahontas », d'origine hispanique, elle est petite et athlétique.

- Big Cyndi : amie de Esperenza, ancienne catcheuse professionnelle sous le nom de « Big Chief Mama ». Un mètre quatre-vingt dix pour cent cinquante kilos. Elle aide au secrétariat quand Esperanza est débordée.

- Terese Collins : présentatrice du journal télévisé, elle a sombré dans la dépression à la suite d'un drame personnel. C'est alors qu'elle a rencontré Myron et ils se sont consolés ensemble. Elle vit désormais en Angola avec sa fille.